# Fakaofo
Fakaofo es un atolón de las islas Tokelau, dependientes de Nueva Zelanda. Es el atolón situado más al este del archipiélago. Tiene una población de menos de 500 habitantes, es la isla más despoblada de Tokelau a pesar de que antes era la más poblada. El atolón mide unos 5 km de ancho y unos 12 km de largo.
La isla de Fakaofo, que está al oeste, tiene un poblado con el mismo nombre de Fakaofo. Más al oeste, en el extremo, se encuentra la isla de Fenua Fala, donde está la otra aldea de la isla. En la aldea de Fakaofo pueden anclar las embarcaciones. Hay un paso hacia la laguna donde las embarcaciones pueden entrar en caso de emergencia, y en Fenua Fala también se puede anclar. La isla del extremo sur se llama Fenua Loa, la del extremo este (noreste), Matagi; y la del norte, Mulfenua.
Fakaofo fue descubierto por el capitán francés Morvan en 1841. Antes se conocía con el nombre de Bowditch.